# Saphirblau (Film)
Saphirblau ist ein deutscher Spielfilm aus dem Jahr 2014, der am 14. August 2014 in den deutschen Kinos startete. Regie führten Felix Fuchssteiner und Katharina Schöde, die auch das Drehbuch schrieb. Der Fantasyfilm basiert auf dem gleichnamigen zweiten Teil der Trilogie Liebe geht durch alle Zeiten von Kerstin Gier und ist die Fortsetzung von Rubinrot (2013). Dritter und letzter Teil der Trilogie ist Smaragdgrün (2016).

## Handlung
Der Film beginnt im Jahr 1609, wo Lucy und Paul in der Kneipe The Black Swan einem Auftritt von William Shakespeare beiwohnen. Anschließend sehen sie, wie der Graf von Saint Germain aus dem 18. Jahrhundert seinen Vorfahr Lancelot de Villiers (Bernstein) tötet – den ersten Zeitreisenden seiner Familie. Dieser hatte gedroht, den Chronografen zu zerstören.
Gwen findet in der Gegenwart heraus, dass Lady Tilney im Jahr 1912 im Hyde Park Besuch von Lucy und Paul hatte. Mit Hilfe von Mr. George reist sie mit Gideon dorthin. Lucy erzählt ihr, dass sie und Paul den Chronografen gestohlen haben, um Gwen zu schützen. Es würde eine besondere Macht erschaffen werden, wenn der Blutkreislauf geschlossen wird, und ihr Blut könnte diesen Kreislauf vollenden. Lucy und Paul versprechen Gwen, den Chronografen in ihrer Zeit, also der Gegenwart, an einem sicheren Ort zu verstecken. Gwen solle den grünen Reiter finden, er würde sie zum Chronografen führen. Auf Nachfrage von Gwen entgegnet Lucy, dass sie ihren Großvater Lucas fragen soll.
Zurück in der Gegenwart finden sich die beiden in einer Kirche. Gwen schwärmt von einem eigenen Chronografen, da er Freiheit von der Loge bedeuten würde. Gideon vertraut Lucy und Paul nicht und glaubt, sie hätten Angst vor der Veränderung durch die revolutionäre neue Weltordnung, die der Graf erschaffen will. Als die beiden sich küssen, bemerkt Gwen den sprechenden Wasserspeier Xemerius. Dieser freut sich, dass Gwen die erste Person seit dem Mittelalter ist, die ihn sehen kann, bleibt jedoch in der Kirche zurück.
In der Gegenwart trifft sich der innere Kreis der Loge, während Gwen von Mr. Whitman abgeholt wird, der nun für ihre Zeitreisen zuständig ist. Xemerius zeigt sich und erklärt ihr, dass er bei ihr bleiben muss, weil sie ihn sehen kann. Die Zeitreise führt ins Jahr 1953, wo sie ihren Großvater Lucas im Alter von 24 Jahren trifft, dem der grüne Reiter nichts sagt. Er verspricht jedoch, darüber nachzudenken, bis Gwen ihn in ein paar Jahren wieder besuchen kommt.
Gideons Onkel, William de Villiers, ist aus Asien angereist, da mehrfach gegen die Regeln der Loge verstoßen und das Leben des Rubins gefährdet wurde. Er macht sich Sorgen um Gideon, warnt ihn vor Gefühlen und Gwens schlechtem Einfluss. Gideon erfährt, dass sein Bruder Raphael nach London kommt. Dieser, so erzählt Gideon Gwen später, als er sie durch das Fenster in ihrem Zimmer besucht, lebt seit dem Alter von 12 Jahren bei seiner Mutter in Frankreich. Sie werden von Gwens Mutter erwischt. Gideon geht nach Hause. Gwens Mutter warnt sie davor, Gideon mehr zu vertrauen als sich selbst. Später schlafwandelt Tante Maddy in Gwens Zimmer und sagt ihr, dass sie auf ihr Herz aufpassen soll.
Gideon reist ins Jahr 1783, um den Grafen nach der Prophezeiung über den Rubin zu fragen. Er erfährt von einem seiner Helfer, dass die Florentinische Allianz das Memoire des Grafen gestohlen hat. Der Graf erzählt Gideon, dass es die dem Rubin zugedachte Rolle sei, dem Grafen und seiner Sache zu dienen. Er ermutigt Gideon zu Abenteuern mit mehreren Frauen, nicht nur mit Gwen. Deren Herz zu erobern sollte Gideon leicht fallen. Er lädt die beiden zu einer Soirée ein. Gideon solle ihr schmeicheln und sie beeindrucken, dann sei sie Wachs in seinen Händen.
Die Loge engagiert Charlotte, um Gwen auf die Veranstaltung vorzubereiten. Diese zeigt Gwen die „tiefe Verbundenheit“ zwischen ihr und Gideon, als sie mit ihm tanzt. Im Jahr 1950, wo sich Gideon und Gwen zu einem Rendezvous treffen, tanzen diese beiden, bevor Gideon Gwen verführt. Zurück in der Gegenwart trifft Gideon seinen Bruder Raphael und kümmert sich nicht mehr um Gwen. Nachdem Gwen ihrer Freundin Leslie vom ersten Mal erzählt hat, findet Butler Bernhard den grünen Reiter. Dabei handelt es sich, wie Leslie herausgefunden hat, um ein Buch.
Gideon wird ins Jahr 1912 geschickt, um Margret Tilney Blut für den Chronografen abzunehmen. William warnt ihn, dass er auf Lucy und Paul treffen könnte, die ihrerseits versuchen würden, ihm Blut für ihren eigenen Chronografen abzunehmen. Dort angekommen sieht Gideon, wie Gwen Paul umarmt. Er warnt sie, dass dieser nur ihr Blut wolle, wird aber niedergeschlagen, bevor er sie erreichen kann. Gideon erzählt William nicht, dass er Gwen gesehen hat.
Gwen besucht 1955 ihren Großvater. Wie er ihr beim letzten Mal versprochen hat, befindet sich ein Schlüssel in der Wanduhr, sodass Gwen den verschlossenen Raum verlassen und mit seiner Nachricht in sein Büro kommen kann. Er ist inzwischen auch von Lucy und Paul besucht worden und erzählt ihr davon, dass der Graf seinen Ur-Ur-Großvater vor ihren Augen ermordet hat. Zudem haben sie erzählt, dass der Rubin entscheiden wird, ob es dem Grafen gelingt, seinen Plan umzusetzen.
Zurück in der Gegenwart trifft sie auf Gideon und Mr. Whitman. Gideon weigert sich, ihr von seiner Mission zu erzählen. Sie erzählt ihm ihrerseits nicht, warum sie nach dem Rauch der Zigarren riecht, den ihr der Chef ihres Großvaters 1955 ins Gesicht geblasen hatte.
In der Zwischenzeit hat Leslie erfolglos versucht, den Zahlencode zu entschlüsseln, den Lucys Großvater nach 1955 in den Grünen Reiter geschrieben hat. Raphael, ihr neuer Schwarm, schlägt vor, dass es sich um Koordinaten handeln könnte. Er verabredet sich mit Leslie.
Gideon trifft sich 1955 mit Gwen. Er hat in den Annalen der Loge von Gwens Besuch 1955 erfahren und will von ihr wissen, wie sie den Raum verlassen konnte. Zudem ist er wütend, weil sie ihn 1912 seiner Meinung nach hat niederschlagen lassen und sie Paul umarmt hat. Er sagt, dass es Paul nur um Gwens Blut geht und weigert sich, den Grund für seinen Besuch 1912 preiszugeben. Beide streiten sich voller Misstrauen und trennen sich.
In der Gegenwart isst Gideon mit Raphael und Charlotte im Black Swan. Charlotte erzählt ihm, dass Gwen in der Schule leicht zu haben sei, besonders nach übermäßigem Alkoholkonsum. Raphael will wissen, ob Leslie auch Alkohol trinkt. Diese ist inzwischen bei der weinenden Gwen in ihrem Zimmer und erzählt ihr, dass sie zusammen mit Raphael herausgefunden hat, dass der erste Teil des Buch-Codes tatsächlich aus Koordinaten besteht und diese zum Haus führen, in dem Gwen wohnt. Zusammen entschlüsseln sie den zweiten Teil und finden mit der Hilfe von Xemerius einen geheimen Raum hinter einer Mauer, in dem sich eine alte Truhe befindet. Sie beschließen, sie zu bergen, sobald die Familie aus dem Haus ist.
Auf der Soirée im Jahr 1783 dringt der Graf erneut in Gwens Gedanken ein und berichtet Gideon stolz, dass sie bis über beide Ohren in ihn verliebt sei. Nun soll er dafür sorgen, dass sie ganz seiner Sache diene. Nachdem Gideon auf Wunsch einer Verehrerin ein Stück auf der Geige zum Besten gegeben hat, bringt die singende, betrunkene Gwen den Gästen den Time Warp bei und wird dabei gegen Ende von Gideon mit Klavier und Gesang unterstützt. Die Gesellschaft wird von der Allianz angegriffen. Gwen erinnert sich, dass Leslie ihr erzählt hat, dass die Allianz Angst vor den Zeitreisenden hat, weil sie glaubt, dass sie über teuflische Kräfte verfügen und Gott gleich sein wollen. Nachdem Gideons Fechtkünste nicht zum Sieg ausreichen, gelingt es Gwen mit einer Kosmetikspraydose und einer Kerze, die Allianz unter Annahme zur Flucht zu bringen, dass sie eine Hexe ist.
Nachdem Leslie und Bernhard Gwen mit starkem Kaffee aufgeweckt haben, holen sie zusammen mit Tante Maddy die Truhe aus dem Versteck. Darin befindet sich der Chronograf von Lucy und Paul, in dem alle Blutstropfen vorhanden sind, bis auf die von Gwen und Gideon. In einem Brief schreibt Lucy, dass Gwen den Chronografen mit ihrem Leben verteidigen soll, da es das ist, was auf dem Spiel steht. Sie schreibt weiter, dass sie und Paul sonntags immer in die Holy Trinity Church gegangen sind. Gwen und Leslie begeben sich mit dem Chronografen dorthin.
Gwen reist nach 1912, wo sie Paul in dem Moment vor der Kirche trifft, als Gideon dort eintrifft und von einem Gehilfen von Paul niedergeschlagen wird. Paul und Lucy gestehen Gwen, dass sie ihre Tochter ist und sie sie nach der Geburt bei Grace als Ersatzmutter abgegeben haben. Niemand sollte erfahren, dass sie ihre Tochter ist, da die beiden glauben, dass sie als Kind zweier Zeitreisender mächtiger ist als der Graf selbst und in der Lage, ihn aufzuhalten. Dieser versucht über die Loge, die Weltherrschaft an sich zu reißen. Paul will nach 1783 reisen, um sich mit der Allianz zu treffen. Er will das Memoire beschaffen, um die genauen Pläne des Grafen zu erfahren.
Gwen kehrt zurück und findet sich im Black Swan wieder, der jedoch geschlossen ist. Gideon, der gehört hat, wie William und Mr. Whitman Gwens Hebamme gefoltert und ebenfalls von ihrer Mutter erfahren haben, rettet sie und bringt sie nach Hause. Er sagt, dass sie ihn nicht mehr los werde. Auf die Frage, ob er der Loge vom Chronografen erzählen wird, fragt er, was sie denke, und fährt davon.
Die Loge gelobt, Gwens Leben zu lenken und schickt sie mit Gideon zum Grafen nach 1783. Gideon gesteht ihr seine Gefühle und will mit ihr ohne Geheimnisse zusammenarbeiten, da er sie beide als Team für unschlagbar hält. Der Graf schickt Gideon fort und erzählt Gwen, dass Gideon seine Aufgabe, sie in ihn verliebt zu machen, sehr gut erfüllt hätte. Er glaubt, dass eine verliebte Frau leichter zu kontrollieren sei und ihr Leben in seiner Hand liegt.
Gwen rennt davon, trifft Gideon mit blutverschmierten Händen, der sagt, er sei da in etwas hineingeraten. Sie stellt ihn zur Rede. Er gesteht ihr seinen Auftrag, sie verliebt zu machen. Sie springt zurück. Bernhard hat den Chronografen versteckt und übergibt ihr ein Foto aus den 1920er-Jahren, das sie und Gideon zeigt. Da sie sich nicht daran erinnert, liegt diese Zeitreise noch vor ihr.
Im Jahr 1783 trifft sich Paul mit der Allianz. Er tauscht das Memoire gegen alle bekannten Informationen über die Loge. Der Logenvertreter weigert sich zu schwören, die Informationen nur gegen den Grafen selbst und nicht gegen die Genträger einzusetzen. Paul verweigert die Übergabe des Zettels und wird angegriffen. Gideon kommt ihm zu Hilfe. Paul fragt Gideon, ob er Gwen aufrichtig liebt und mit ihr kämpfen wird. Als dieser bejaht, gibt ihm Paul das Memoire, gibt ihm auf, es zu lesen und springt zurück.

## Produktionshintergrund

### Entwicklung
Schon kurze Zeit nach Fertigstellung des ersten Teils wurde das Drehbuch zum zweiten verfasst. Jedoch wurde eine offizielle Bestätigung lange Zeit nicht ausgesprochen, da das vorgeschriebene Ziel von 500.000 Besuchern nicht erreicht wurde. Im September 2013 wurde die Produktion des zweiten Teiles offiziell angekündigt. Neben den beiden Hauptdarstellern Maria Ehrich und Jannis Niewöhner stieß Lion Wasczyk in der Rolle des Raphael de Villiers und Bastian Trost als junger Lucas Montrose dazu. Der sprechende Wasserspeier Xemerius wurde von Rufus Beck synchronisiert.

### Dreharbeiten

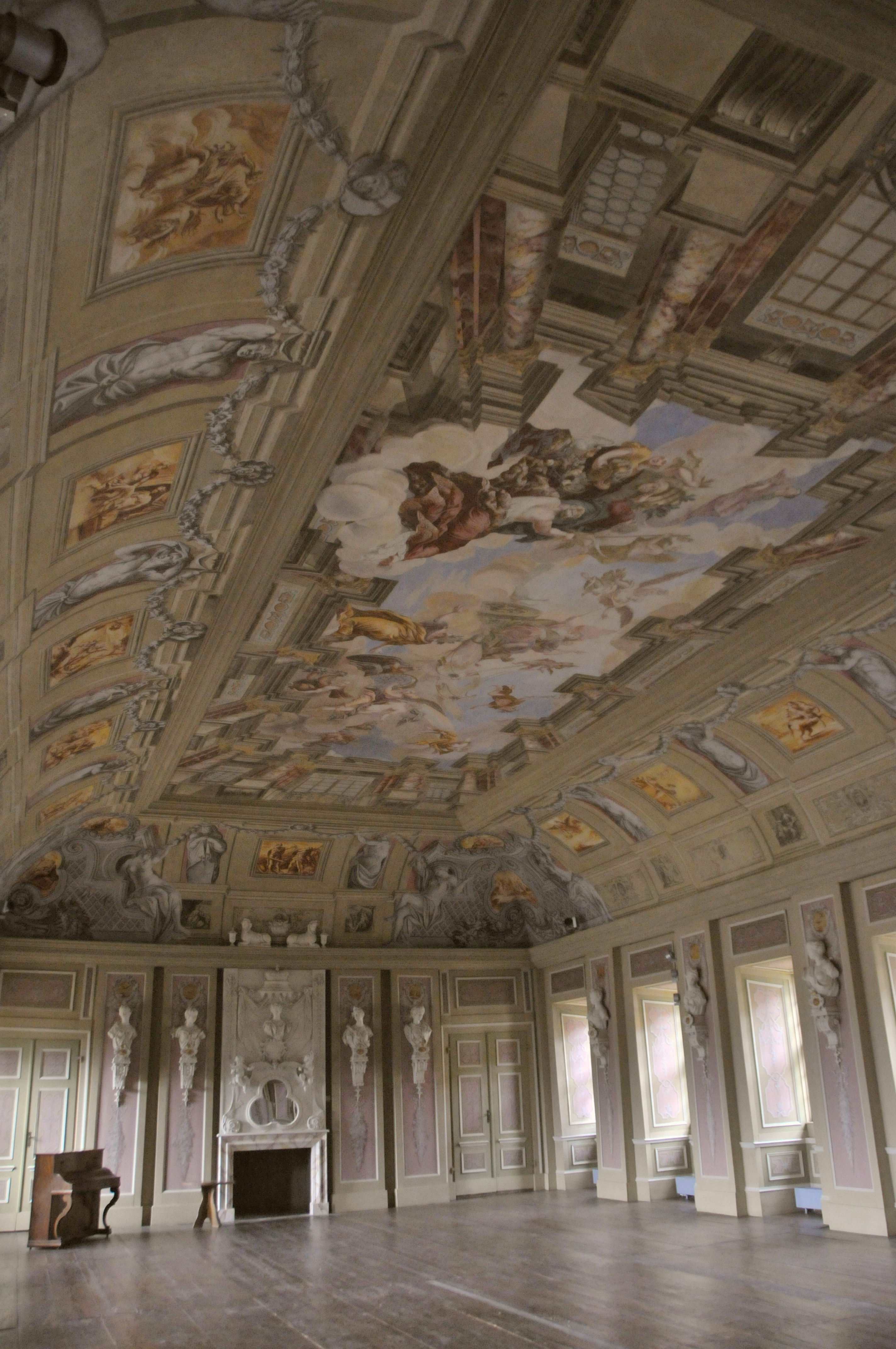
Festsaal im Schloss Tenneberg

Drehbeginn war am 7. Oktober 2013 im Schloss Tenneberg in Waltershausen, dessen Barockräume, unter anderem der restaurierte Festsaal, die Räumlichkeiten des Grafen St. Germain darstellten. Die Dreharbeiten dauerten bis Anfang Dezember an.
Am 9. Oktober begannen die Aufnahmen auf dem Coburger Schlossplatz als Kulisse für das St. Lennox College. Schloss Ketschendorf wurde wieder als Wohnsitz der Familie Shepherd ausgebaut.
Am 18. Oktober 2013 fanden Dreharbeiten im Festsaal der Wartburg bei Eisenach statt, ab dem 22. Oktober 2013 wurde drei Tage lang im Mühlhauser Rathaus gedreht, dessen historische Gemäuer als Räumlichkeiten der Geheimloge dienten. Ab dem 15. November wurde am Decksteiner Weiher in Köln gedreht, der erneut als Motiv für den historischen Hyde Park genutzt wurde.
Aachen diente erneut als Kulisse für das historische London, gedreht wurde dort vom 16. November bis 1. Dezember 2013. Mitunter wurde ein Lokal in der Franzstraße in ein Café aus dem Jahr 1955  umgewandelt, dort trank Gwen mit ihrem jungen Großvater einen Kaffee. Die Kirche in Kornelimünster war erneut Schauplatz der Zeitsprünge der Protagonisten, die Londoner Szenen aus dem Jahr 1782 wurden nach Stolberg verlegt.

## Unterschiede zum Buch
| Buch | Film |
| --- | --- |
| Gwens 12-jähriger Bruder Nick und ihre 9-jährige Schwester Caroline spielen eine wichtige Rolle in ihrem Familienleben. | Caroline kommt nicht vor. |
| Der Graf ermordet 1602 seinen Vorfahren Lancelot de Villiers in seiner Kutsche auf der London Bridge, was Paul und Lucy mitbekommen, nachdem sie im Globe-Theater Hamlet gesehen haben.                                                     | Der Graf ermordet 1609 Lancelot de Villiers im „Black Swan“ nach einer Rezitation durch William Shakespeare, was Paul und Lucy beobachten.                                                                        |
| Paul und Lucy springen zurück ins Jahr 1948, bevor sie das Ende der Brücke erreichen, und stürzen in die Themse. | Paul und Lucy springen direkt nach dem Verlassen des Black Swan zurück - in welche Gegenwart bleibt offen. |
| Falk de Villiers ist Großmeister der Loge. | Falk de Villiers wird als Großmeister wegen Unregelmäßigkeiten durch William de Villiers ersetzt. |
| Mr. Whitman gibt einen Ordner zurück, den er konfisziert hatte. Leslie hatte darin Informationen über Zeitreisen gesammelt. Er tadelt Gwen wegen ihrer mangelnden Diskretion.                                                               | Mr. Whitman konfisziert einen Ordner, in dem Leslie Informationen über Zeitreisen gesammelt hat. |
| Gwen elapsiert in das Jahr 1948 und trifft – in der Gegenwartschronologie erstmalig – ihren Großvater Lucas, weil sie ihm bei einem späteren Rücksprung aus der Gegenwart bereits 1943 eine Terminnotiz hinterlassen hat.                   | Gwen elapsiert in das Jahr 1953 und trifft dort ihren Großvater Lucas Montrose wieder. Sie hat ihn bereits im ersten Teil (Rubinrot) erstmalig getroffen.                                                         |
| Unterricht für die Etikette des 18. Jahrhunderts erhält Gwen von dem skurrilen Historiker und Adepten des 3. Grades Giordano, unterstützt von Charlotte.                                                                                    | Unterricht für die Etikette des 18. Jahrhunderts erhält Gwen von der Schneiderin der Loge, Mme Rossini, und Charlotte. Die Figur des Giordano fehlt vollständig.                                                  |
| Nach dem Etikette-Unterricht elapsieren Gwen und Gideon gemeinsam im Alchemielabor ins Jahr 1953, üben Menuett und kommen sich näher. Wegen Gideons Begleitung kann Gwen nicht wie geplant ihren Großvater Lucas aufsuchen.                 | Nach dem Etikette-Unterricht elapsieren Gwen und Gideon gemeinsam im Alchemielabor in das Jahr 1950 und schlafen dort miteinander.                                                                                |
| Bei einem Zeitsprung sieht Gideon Gwen und wird unmittelbar darauf von einem Unbekannten – wie sich später herausstellt von sich selbst – niedergeschlagen.                                                                                 | Bei Zeitsprung ins Jahr 1912 mit dem Ziel Paul und Lucy Blut abzunehmen sieht Gideon Paul und Gwen sich umarmen und wird unmittelbar darauf von Pauls Diener – eigentlich Lady Tilneys Butler – niedergeschlagen. |
| Eine Befragung der Hebamme kommt im Buch nicht vor; sie wird erst in Smaragdgrün erzählt und findet in der Ferienwohnung der Hebamme statt; die beteiligten Wächter weisen Grace‘ Befürchtung jeglicher Misshandlung ausdrücklich von sich. | William de Villiers und Mr. Whitman verhören Gwens Hebamme in den Räumen der Wächter und misshandeln sie. |
| Auf einer Soiree bei Lord und Lady Brompton im Jahr 1782 singt Gwen "Memory" aus Cats. | Auf einer Soiree singt die angetrunkene Gwen "Time Warp" aus dem Musical The Rocky Horror Show. |
| Lord Alastair, der Kopf der Florentinischen Allianz, taucht auf der Soiree auf. Einzig Gwen sieht den Geist in seiner Begleitung, der in einem fort Verfluchungen ausstößt. Zu einem Kampf kommt es nicht.                                  | Lord Alastair taucht auf der Soiree auf, es kommt zum Kampf. Gwen benutzt ein Haarspray aus ihrem Retikül als Flammenwerfer und schlägt die Angreifer in die Flucht.                                              |

## Rezeption
Die Kritiken zum Film fielen unterschiedlich aus. So lobte Filmdienst etwa, dass Saphirblau innerhalb seiner Möglichkeiten gute Antworten auf die Bedürfnisse der Zielgruppe liefere.

„Rasant-amüsantes Zeitreise-Fantasy-Abenteuer, das glaubwürdig auf die Interessen und Bedürfnisse der jugendlichen Zielgruppe eingeht und dabei geschickt mit seinen inszenatorischen Möglichkeiten und Grenzen jongliert.“

Kritischer urteilte epd Film: Hauptfiguren und Handlung fehle es im Gegensatz zu US-amerikanischen Franchises mit vergleichbarer Zielgruppe wie Die Bestimmung – Divergent oder Panem an Tiefgang, Konzentration und Substanz. Verantwortlich dafür seien durchweg mangelnde finanzielle und künstlerische Ressourcen.

„Das Nachfolgewerk zu Rubinrot nach der Romantrilogie von Kerstin Gier zappt auf der Suche nach originellen Schauwerten unfokussiert durch die Jahrhunderte, ohne dabei den notwendigen narrativen Sog entwickeln zu können. [...] Es passiert einem ja selten, dass man sich die Hollywoodversion dessen, was man gerade auf der Leinwand sieht, herbeiwünscht, aber in Saphirblau ist diese Sehnsucht ein ständiger Begleiter.“

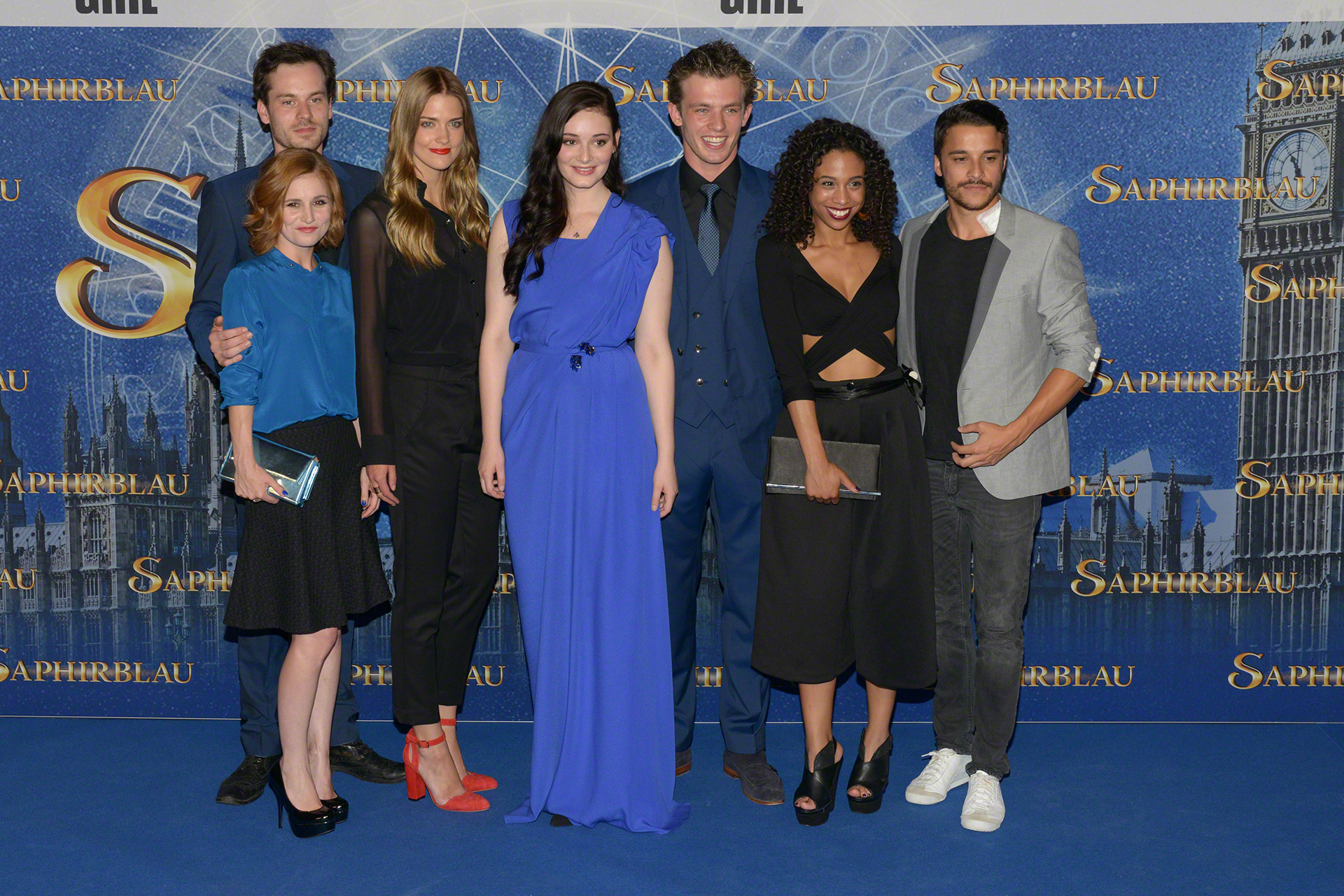
Die Darsteller des Films bei der Premiere

Saphirblau erhielt von der Filmbewertungsstelle Wiesbaden das Prädikat „wertvoll“. Im Pressetext heißt es, der Film „besticht durch hohe Schauwerte, eine opulente Ausstattung, prächtige Interieurs sowie perfekte Kostüme und Masken“. Dabei würden die „emotionalen Themen der Heranwachsenden gekonnt in den Vordergrund“ gestellt. Gelobt wurden des Weiteren Maria Ehrich und Jannis Niewöhner in den Hauptrollen sowie der Soundtrack und die visuellen Effekte.

## Einspielergebnis
Der Film hatte rund 540.000 Kinozuschauer und ein Einspielergebnis von 3,8 Millionen Euro.

## Trivia
- Gwendolyn und Gideon besuchen in einer Filmszene Lucy und Paul im Jahre 1912 im Hyde Park und müssen einen langen Umweg reiten, da die Brücke über den See The Serpentine noch nicht gebaut ist. Tatsächlich wurde die „Serpentine Bridge“ aber bereits in den 1820er Jahren errichtet.[18]

- Als Paul und Lucy im Jahr 1609 William Shakespeare in einer Schänke seine Texte vortragend erleben, ist sich Lucy sicher, der Dichter arbeite gerade an Romeo und Julia. Tatsächlich gehört dieses Stück zu den frühen Werken Shakespeares und wurde bereits 1597, über zehn Jahre vor der Filmhandlung, veröffentlicht.

- Der Filmsoundtrack von Philipp F. Kölmel und einigen Popsongs unter anderem von den Backstreet Boys und Nick Howard erreichte im August 2014 Platz 85 der deutschen Albumcharts.[19]

## Fortsetzung
Die Dreharbeiten zu Smaragdgrün, dem dritten Teil der Reihe, begannen am 14. April 2015. Kinostart der Fortsetzung war am 7. Juli 2016.